# Žobrák (Mała Fatra)
Žobrák (1308 m) – szczyt w Krywańskiej części Małej Fatry w Centralnych Karpatach Zachodnich na Słowacji. Znajduje się w południowym grzbiecie Stoha (1605 m). Grzbiet ten poprzez Žobrák i  Suchý vrch (1268 m) opada nad przełom Wagu w Królewianach i oddziela Dolinę Bystrička na wschodzie od Doliny Szutowskiej (Šútovská dolina) na zachodzie. Biegnie nim dział wodny między Wagiem i Orawą: Dolina Szutowska jest w zlewni Wagu, Bystrička w zlewni Orawy.
Przez szczyt Žobráka prowadzi znakowany szlak turystyczny. Sam szczyt jest porośnięty bukowym lasem, ale w grzbiecie po obydwu jego stronach znajdują się trawiaste siodła. Roztaczają się z nich widoki na główny grzbiet Małej Fatry, Dolinę Bystričką i Szutowską. W zboczach  Žobráka utworzono dwa rezerwaty ścisłe; na zachodnich rezerwat przyrody Šútovská dolina, na wschodnich rezerwat przyrody Šrámková.

## Szlak turystyczny
Kraľovany – Žobrák – Stoh (3.30 h)